# 1997–1998-as magyar női labdarúgókupa
A magyar női labdarúgókupában 1997–1998-ban nyolc csapat küzdött a kupa elnyeréséért. A győzelmet a László Kórház szerezte meg. A címvédő a Pécsi Fortuna FC csapata volt.

## Negyeddöntők
| 1. csapat          | 2. csapat             | Eredmény    |
| ------------------ | --------------------- | ----------- |
| László Kórház      | Auto-Trade-Femina     | 3–1 (2–1)   |
| Sopianae-FC Pécs   | Szegedi Boszorkányok  | 25–0 (13–0) |
| Renova-Mikrokor    | Rosco-Fehér Bölény SC | 9–0 (7–0)   |
| Íris-Hungaro-Kábel | FC Eger               | 4–0 (2–0)   |

## Elődöntők
| 1. csapat       | 2. csapat          | Eredmény          |
| --------------- | ------------------ | ----------------- |
| László Kórház   | Sopianae-FC Pécs   | 2–2 (1–1), t: 3–2 |
| Renova-Mikrokor | Íris-Hungaro-Kábel | 3–0 (1–0)         |

## Döntő
| 1998. május 27. |

| László Kórház | 1–1 t: 3–1 | Renova-Mikrokor |
| ------------- | ---------- | --------------- |
|               |            |                 |

| Nyíregyháza |

## Lásd még
- 1997–1998-as magyar női labdarúgó-bajnokság (első osztály)